# 832년

## 연호
- 당(唐) 대화(大和) 6년
- 일본(日本) 덴초(天長) 9년

## 기년
- 당(唐) 문종(文宗) 6년
- 신라(新羅) 흥덕왕(興德王) 7년
- 발해(渤海) 대이진(大彝震) 3년

## 사건
- 신라, 봄과 여름에 가물어 땅이 붉게 탔다. 왕은 정전에 나가지 않고 음식을 줄였으며, 중앙과 지방의 죄수들을 사면하였다. 가을 7월에야 비가 내렸다. 8월, 흉년이 들어 도적이 곳곳에서 일어났다. 10월, 임금이 사람을 파견하여 백성들을 위로하였다.